# Banks (Alabama)
Banks – miasto w Stanach Zjednoczonych, w stanie Alabama, w hrabstwie Pike. W roku 2023 miasto zamieszkiwało 155 osób, a gęstość zaludnienia wynosiła 29,8 osoby/km².